# Макарій і Сильвестр
Макарій і Сильвестр (рр. нар. і см. невід.) — ієромонахи Новгород-Сіверського монастиря, котрі описали свої мандри до Святої землі у 1704−1707 роках.
Їх шлях до Єрусалима проліг через Київ, Фастів, Немирів, Сороки, Ясси, Галац, по Дунаю, а далі морем до Константинополя, Палестини, Єгипту. Зробили багато цікавих[яких?] нотаток про ці краї.